# Serra de Sant Gervàs
La Serra de Sant Gervàs, o de Sant Girvàs, és la gran serra de l'Alta Ribagorça que fa de termenal entre els termes municipals del Pont de Suert, a l'Alta Ribagorça i de Tremp, municipi del Pallars Jussà. Aquest darrer terme municipal absorbí el 1970 l'antic municipi ribagorçà d'Espluga de Serra. Fent excepció de l'enclavament d'Enrens i Trepadús, que queda més al nord, la Serra de Sant Gervàs és el límit nord del gran terme actual de Tremp. L'extrem de ponent de la serra entra també en el terme municipal de Sopeira, pertanyent a l'Alta Ribagorça occidental, d'administració aragonesa.
És una serra extensa i important, ja que domina el paisatge de tota la part ribagorçana del terme municipal de Tremp. El seu començament pel costat de ponent és a la zona de Casterner de les Olles i Sopeira, a la serreta coneguda com la Muntanyeta de Llastarri. Allí es troba la Roca de Migdia, de 1.662,4 metres d'altitud. La serra continua cap a llevant, decantant-se lleument cap al sud, passa per l'espectacular Cingle del Sanat, on hi ha la Cova del Sanat, s'adreça a la Pala del Teller, de 1.889,3 m. alt., va cap a la Roca de Sant Gervàs (vers els 1.800), Castellveire (1.727,8), el Faro d'Avall (1.829,3) i l'Avedoga d'Adons, de 1.839,4, per esmentar els cims més destacats.
El conjunt de la serra és dins de l'espai natural de Vall Alta de Serradell - Terreta - Serra de Sant Gervàs.